# Antonio Morales (geógrafo)
Antonio Morales, (Arizpe, Sonora; 1815). Desempeñó los cargos de vocal de la Junta Departamental, diputado local, comisario general, administrador de rentas, prefecto político de Guaymas, y Arizpe, Tesorero General del Estado de Sonora, diputado federal y administrador de la Aduana Marítima de Guaymas en 1862 y 1874. Perteneció a la Sociedad Mexicana de Geografía y Estadística.